# Leucostethus fugax
Leucostethus fugax es una especie de anfibio anuro de la familia Dendrobatidae. Esta rana es endémica del Ecuador. Habita entre los 600 y 700 m de altitud en el lado amazónico de la cordillera Oriental en la cuenca del río Pastaza.

## Publicación original
- Morales & Schulte, 1993 : Dos especies nuevas de Colostethus (Anura, Dendrobatidae) en las vertientes de la Cordillera Oriental del Peru y del Ecuador. Alytes, vol. 11, n.º 3, p. 97-106.